# Джулия Гилард
Джулия Гилард (на английски: Julia Gillard) е австралийски политик, лидер на Австралийската лейбъристка партия (от 24 юни 2010 г. до 27 юни 2013 г.) и министър-председател на Австралия (от 3 декември 2007 г. до 24 юни 2010 г.) и първата жена министър-председател на Австралия.

## Биография
Родена в Бари (Уелс), тя емигрира със семейството си в Аделаида, Южна Австралия през 1966 г. За първи път е избрана за народен представител в парламента на Австралия на федералните избори през 1998 г. Когато през 2006 г. Кевин Ръд е избран за лидер на Австралийска лейбъристка партия, тя е назначена като заместник-лидер на партията.
Вследствие от победата на Лейбъристката партия на федералните избори през 2007 г. Кевин Ръд става Министър-председател на Австралия, а тя става първата жена вицепремиер на Австралия.
След оставката на Ръд на 24 юни 2010 г. тя заема неговото място и така Гилард става първата жена Министър-председател на Австралия. На същата дата тя се заклева в длъжността като премиер на Австралия пред генерал-губернатора на Австралия. Гилард печели и федералните избори на 21 август 2010 г. и запазва заетата позиция.
По време на управлението на Джулия Гилард тя е и лидер на Австралийска лейбъристка пратия до загубата и вътрешнопартийно от Кевин Ръд на 26 юни 2013 г.
Тогава тя губи подкрепата на съпартийците си и загубва с 45 на 57 гласа срещу Ръд. Тогава тя подава оставка и напуска Парламента на Австралия малко след това.
През 2018 г. Гилард става директор на Института за женско лидерство, базиран в Кингс Колидж в Лондон.